# Leucadendron gandogeri
Espèce
Leucadendron gandogeri est une espèce de plantes à fleurs de la famille des Proteaceae. Cette plante, originaire du Sud-Ouest de la province du Cap en Afrique du Sud, pousse généralement dans les zones arbustives sujettes aux incendies.

## Description
Leucadendron gandogeri est un arbuste robuste pouvant atteindre 1,6 m de haut. Les feuilles sont elliptiques, lisses et brillantes à texture coriace. Les grandes feuilles supérieures forment des involucres jaune vif teintés d'orange et de rouge. Les capitules globuleux présentent de très larges bractées, assez glabres,. La floraison a lieu d'août à novembre. 

## Répartition et habitat
Leucadendron gandogeri est endémique d'Afrique du Sud et prospère particulièrement dans la région de la flore du Cap. Réputé pour son extraordinaire diversité végétale, on le trouve notamment dans la province du Cap-Occidental, où sa présence enrichit les paysages emblématiques du fynbos. La répartition de L. gandogeri témoigne d'une cohabitation avec diverses autres espèces, créant un écosystème dynamique.est adaptée aux pentes rocheuses et gréseuses.

## Systématique
Le nom correct complet (avec auteur) de ce taxon est Leucadendron gandogeri Schinz ex Gand.,.
Leucadendron gandogeri a pour synonymes :
- Leucadendron decorum f. macrolepis Gand.
- Leucadendron decorum subsp. macrolepis Gand.
- Leucadendron gandogeri Schinz
- Leucadendron guthricae T.M.Salter
- Leucadendron guthrieae T.M.Salter

### Étymologie
Son épithète spécifique, gandogeri, lui a été donnée en l'honneur de Michel Gandoger, prêtre catholique, médecin et botaniste français (1850-1926) qui avait initialement identifié cette espèce sous le taxon Leucadendron decorum f. macrolepis.

### Publication originale
- (fr + la) Michel Gandoger, « Manipulus plantarum novarum præcipue Americæ australioris; (Suite et fin); », Bulletin de la Société botanique de France, vol. 60, no 1,‎ janvier 1913, p. 51–54 (ISSN 0037-8941 et 0151-1270, OCLC 1765763, BNF 34350573, DOI 10.1080/00378941.1913.10836573, lire en ligne).